# Приоволос, Василис
Василис Прио́волос (греч.  Βασίλης Πριόβολος; 1918 — 10 апреля 2018) — греческий коммунист. Командир подразделений Народно-освободительной армии Греции (ЭЛАС) и Демократической армии Греции (ДСЭ). Деятель Коммунистической партии Греции (КПГ), в последние годы своей жизни деятель Социалистического движения (ПАСОК). 
В историографии греческого Сопротивления и Гражданской войны, упоминается как «Эрмис» (Гермес).

## Молодость
Василис Приоволос родился в 1918 году в селе Хрисо́, ном Эвритания, расположенном в горах Аграфа. Учился в Афинском политехническом университете, получил диплом инженера строителя. В студенческие годы стал членом Компартии Греции (КПГ).

## В Сопротивлении
С началом тройной, германо-итало-болгарской, оккупации Греции, вступил в Народно-освободительную армию Греции (ЭЛАС), где получил партизанский псевдоним Эрмис (Гермес). Быстро заслужил доверие командующего Ариса Велухиотиса, в результате чего последний назначил его командиром охранного отряда «Правительства гор» и штаба ЭЛАС, расположенных в селе Виниани в Эвритании.
Приоволос сопровождал Велухиотиса во время рейда в Пелопоннес в 1944 году, где Эрмис (Приовулос) принял командование III дивизией ЭЛАС. 
После освобождения страны и Декабрьских боёв 1944 года против английских войск и бывших коллаборационистов, руководство компартии и ЭЛАС пошло на подписание Варкизского соглашения, в надежде на то, что это приведёт к примирению в стране. 
Соглашение предусматривало разоружение ЭЛАС.

## Гражданская война
Арис Велухиотис заявил о своём несогласии с подписанием Варкизского соглашения и разоружением частей ЭЛАС, намереваясь развернуть новое партизанское движение, на этот раз против англичан и поддерживаемых ими новых властей – монархистов и бывших коллаборационистов. 
Отчуждённый от своих бывших товарищей и преследуемый жандармерией и иррегулярными отрядами монархистов, Арис погиб в июне 1945 года. 
Соблюдая партийную дисциплину, и несмотря на личные дружеские связи с бывшим командующим, Приовулос не последовал за Арисом. 
Надежды руководства компартии, что подписание Варкизского соглашения приведёт к прмирению в стране не оправдались. 
Развязанный при поддержке англичан, т.н. “Белый террор” монархистов и бывших коллаборационистов против бывших партизан ЭЛАС и людей левых убеждений, привёл страну к Гражданской войне (1946 – 1949). 
В конце января 1947 года, через 3 месяца после создания Демократической армии Греции (ΔΣΕ), вместе с «Димантисом» (Александру, Яннис), Приоволос возглавил штаб Парнаса, который находился в подчинении штаба Средней Греции.
Части “Штаба Парнаса” эффективно противостояли карательным операциям «Терминиус» и «Шквал» королевской армии весной и летом 1947 года.
Партизанская тактика с эффективными ударами, применением манёвра отступления, переходом в тыл противника и с неожиданными ударами по его тылам и флангам, с целью измотать его и отнять снабжение и боеприпасы, увенчалась полным успехом. «Терминиус» и «Шквал» провалились.
Демократическая армия не была разбита, королевская армия не смогла удержать регионы Средней Греции, которые она временно заняла.

## В эмиграции
В конце 1949 года и после поражения Демократической армии Приоволос перебрался в Югославию, а затем в Румынию. В эмиграции наблюдалось некоторое постепенное дистанциирование Приоволоса от партийной жизни. 
Получив разрешение на репатриацию в Грецию в 1978 году, Приоволос предпочёл не восстанавливать свои связи с компартией, и перешёл в созданную в конце 1974 года Социалистическую партию (ПАСОК).

## С социалистами
С целью привлечения части электората компартии, новая социалистическая партия выдвинула ряд ветеранов Сопротивления, по той или иной причине отчуждённых от компартии. 
На парламентских выборах 1981 года Приоволос был кандидатом от социалистов, но не был избран. Однако выборы завершились победой ПАСОК, и Приоволос был назначен заместителем президента (директора) государственной компанией городского транспорта греческой столицы (ΕΑΣ). Он оставался на этом посту до 1989 года. 
Он также стал председателем Всегреческой Организации Борцов Национального Сопротивления (ΠΟΑΕΑ), созданной правительством социалистов в противовес аналогичной организации коммунистов.
Он также возглавил Всегреческое Общество Памяти Ариса Велухиотиса.
В 1992 году правительство К. Мицотакиса предприняло попытку приватизировать компанию городского транспорта Афин. Приоволос, вместе с профсоюзными деятелями, был одним из руководителей забастовочной борьбы работников компании, которая увенчалась победой в 1993 году, с возвращением социалистов к власти в 1993 году. Приватизация была отменена.
До конца своей жизни Приоволос вёл острую полемику против своих бывших товарищей по компартии
Василис Приоволос умер в Афинах возрасте 100 лет, 10 апреля 2018 года.
Похоронен на родине, в селе Хрисо Эвритании.